# Främmestad-Bärebergs församling
Främmestad-Bärebergs församling är en församling i Skara-Barne kontrakt i Skara stift. Församlingen ligger i  Essunga kommun i Västra Götalands län och ingår i Essunga pastorat.

## Administrativ historik
Församlingen, bildades 2002 genom sammanslagning av Främmestads församling och Bärebergs församling och ingår sedan dess i Essunga pastorat.

## Kyrkor
- Främmestads kyrka
- Bärebergs kyrka